# Montesa Cappra
La Montesa Cappra fou un model de motocicleta fabricat per Montesa entre 1967 i 1982, dissenyat específicament per a la pràctica del motocròs. Al llarg de la seva vida comercial se'n produïren diverses versions en cilindrades variades (des dels 125 fins als 414 cc, passant pels 250 i 360 cc). Com a característiques generals a totes les versions, disposaven d'un motor de dos temps monocilíndric refrigerat per aire, bastidor de simple bressol (doble a les darreres versions), frens de tambor i amortidors de forquilla convencional davant i telescòpics darrere.
Durant les dècades de 1960, 1970 i començaments de la de 1980, la Cappra fou una de les motocicletes de motocròs més reeixides i representà un important èxit comercial per a Montesa, tant al mercat estatal com al d'exportació. En aquest darrer, lluità per la supremacia del sector amb la forta competència dels principals fabricants europeus: les CZ i Jawa de l'antiga Txecoslovàquia, les Husqvarna sueques, les Maico i Wabeha alemanyes, les KTM i Puch austríaques i les també catalanes Bultaco Pursang. Malgrat que en aquella època les motocicletes japoneses de motocròs eren inferiors en qualitat i prestacions a les europees, totes aquestes marques (tret de KTM) varen acabar per desaparèixer d'escena quan Suzuki, Yamaha, Kawasaki i Honda esmerçaren tot el seu potencial en aquesta disciplina i, d'ençà de finals de la dècada de 1970, acabaren monopolitzant el sector.
També en el vessant esportiu la Cappra assolí fites importants. Tot i que mai ningú no guanyà el Campionat del Món de motocròs amb aquesta motocicleta, sí que s'hi aconseguiren nombrosos campionats estatals i proves internacionals: pilots com ara Kalevi Vehkonen, Raymond Boven o Håkan Andersson en foren els usuaris més famosos, arribant a guanyar-hi diversos Grans Premis (un dels millors resultats assolits mai per aquest model fou el 1977, al Circuit del Vallès, quan Raymond Boven guanyà el Gran Premi amb una Cappra VB per davant de Jaroslav Falta i Harry Everts).

## Història
Montesa es va començar a interessar pel motocròs quan aquesta modalitat tot just començava a introduir-se a la península, a mitjan dècada de 1950, tot i que no disposà d'un pilot de primer nivell fins a començaments de 1960, quan fitxà el fins aleshores pilot de Derbi Pere Pi. L'aportació de Pi (primer com a pilot oficial, i més tard com a responsable de desenvolupament) fou determinant pel que fa a l'evolució tècnica dels models de motocròs de la marca. Partint d'una Brío 110 de carretera pràcticament sense modificar, Pi participà en la creació dels prototipus inicials Brío Cross i Impala Cross (una adaptació de la innovadora Impala de 1962), amb els quals aconseguí diversos campionats estatals i èxits internacionals.

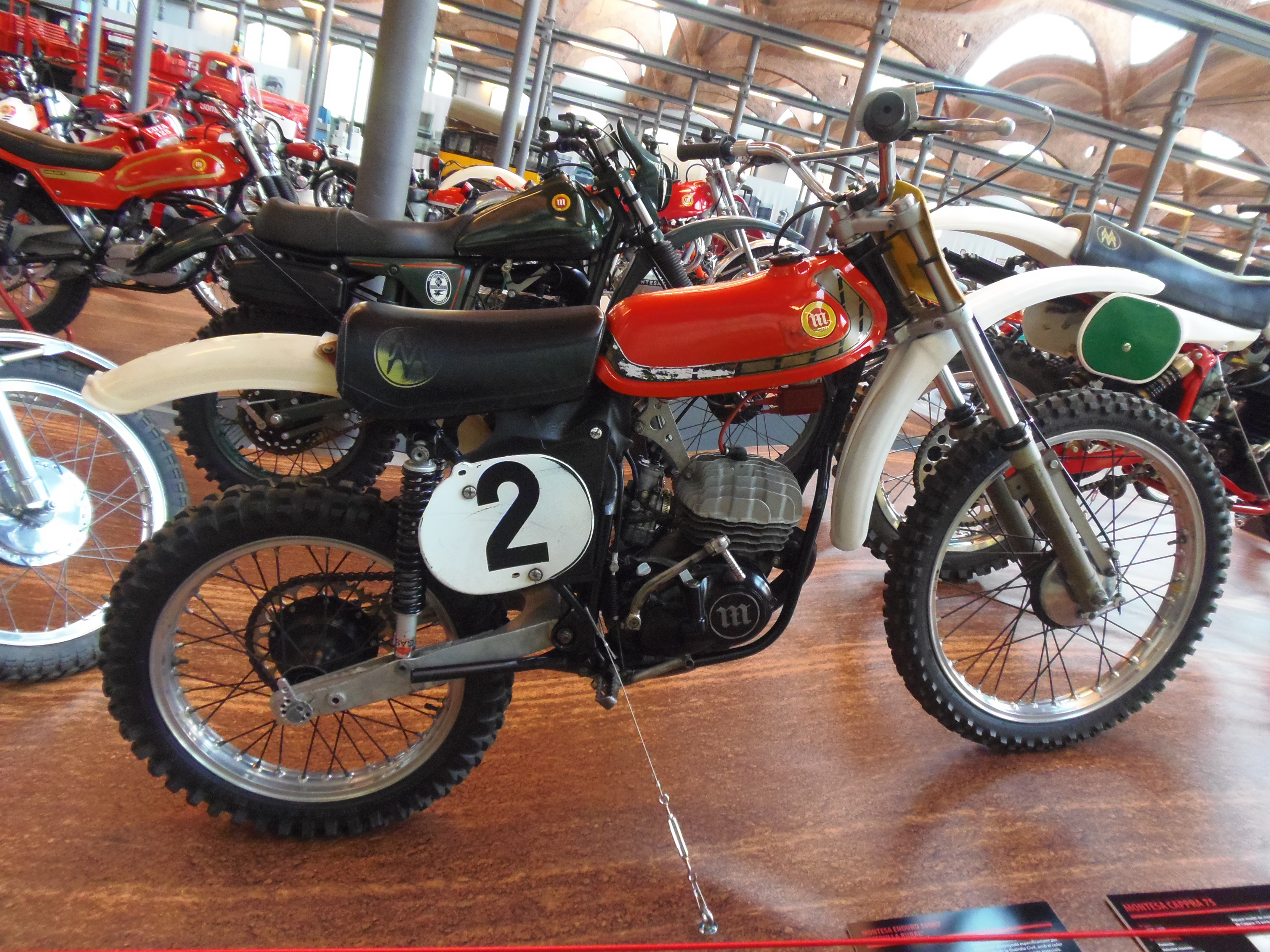
Montesa Cappra 75 de 1976, model oficial pilotat per Toni Arcarons

El 1966, al capdavant del departament de desenvolupament de l'empresa, Pere Pi dissenyà per primer cop un model de motocròs destinat al mercat internacional, tot partint del prototipus que feia servir a les competicions: la La Cross 66. Aquest model, com l'anterior Impala Cross i la posterior Cappra, tenia com a base el xassís i motor de la Impala, tot i que amb importants canvis per tal d'adaptar-los a una disciplina tan especialitzada com és el motocròs.
La nissaga de les Cappra s'inicià el 1967 amb la presentació de la primera versió que duia aquesta denominació, una moto que representà un avenç considerable respecte a l'anterior model, la "La Cross 66". D'ençà d'aleshores, tots els models de motocròs que fabricà Montesa s'anomenaren sempre Cappra (com a curiositat, cal dir que, cap a 1955, Montesa ja havia fabricat un prototipus de motocicleta de fora d'asfalt que anomenà internament La Cabra). Naixia així una de les motocicletes de motocròs més recordades, tota una fita dins la història del motocròs. Entre moltes altres contribucions, la Cappra possibilità l'aparició i consolidació de tota una generació de pilots catalans, sorgits molts d'ells del Trofeu Montesa (una competició promocional que organitzà la marca a finals de la dècada de 1970).

### El motor "xuclat"
Cap a 1972, el departament de desenvolupament (conegut aleshores com a DID) decidí dissenyar un nou motor específic per a motocròs, per tal d'escometre amb plenes garanties el Campionat de Món amb els seus pilots (en aquells moments, Kalevi Vehkonen i Jo Lammers, i després Raymond Boven). Jordi Ros, l'autor del motor de les Cota 74 i 123, començà de zero amb el projecte d'un motor que anomenaren "xuclat" pel fet de ser comprimit, reduït en comparació amb el de la Impala (que era "inflat").

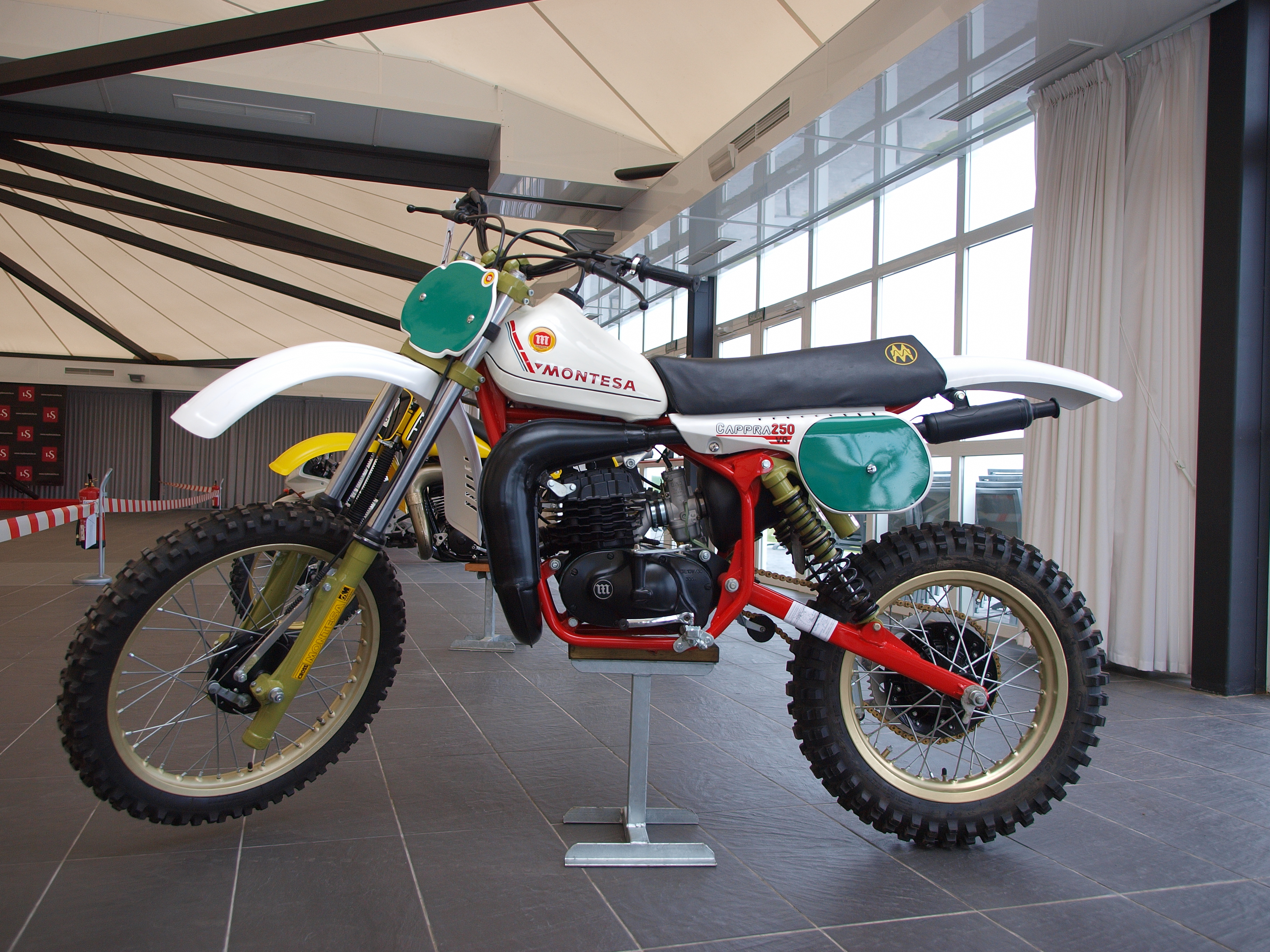
Montesa Cappra 250 VG de 1981, la darrera versió de la nissaga

En tractar-se d'un motor nou de trinca, el pinyó de sortida del canvi se situà més baix per a tenir un millor funcionament del basculant, solucionant així un problema crònic amb el motor de la Impala. El motor "xuclat", en funcionar amb rotor, no requeria espai per al volant d'inèrcia ni per al magnètic; el cigonyal havia de ser més rígid i duia uns coixinets importants; el carburador era flotant per a evitar al màxim les vibracions; els càrters, previstos per a suportar motors de 250 i 360 cc, i les aletes de cilindre i culata destacaven pel seu espectacular disseny (arrissat pel que fa a les aletes, una primícia mundial); l'embragatge era de major diàmetre en alumini, per a suportar la major potència dels motors. El motor anava subjecte al xassís per unes platines d'alumini que reduïen l'impacte de les vibracions.
Del primer motor "xuclat" se'n fabricaren dues versions: 250 i 360 cc. Estava refrigerat per aire i l'estrenà Raymond Boven a Bèlgica (amb tant de ressò que fins i tot Roger De Coster s'hi interessà personalment). El segon motor, encara més petit, estava refrigerat per aigua i es fabricà només en versió de 250 cc. Es destinà a Toni Arcarons, però mai no es va arribar a estrenar en competició més enllà de la participació al Gran Premi d'Espanya de 1981 (en aquella ocasió, la Cappra VG d'Arcarons duia, a més del motor experimental, suspensió posterior monoamortidor).
Finalment, però, cap d'aquests motors no va entrar en producció degut a la gran inversió en maquinària que requerien (s'haurien d'haver fet tots els motlles i utillatges nous) i a la situació econòmica de l'empresa, que a començaments dels 80 començava a ser delicada.

## Versions
Alguns dels punts a favor de la Cappra al llarg de la seva història varen ser el seu preu competitiu i l'evolució tècnica constant. Un dels canvis més freqüents entre versions era el tub d'escapament: si les CZ els tenien sovint tots dos per sota i les Husqvarna per dalt, les Cappra anaven alternant-los anualment per sota, pel mig i per dalt, depenent de les formes que sortien del banc de proves i de la posició del motor i el filtre de l'aire (habitualment, els tubs d'escapament eren molt voluminosos i difícils de situar).

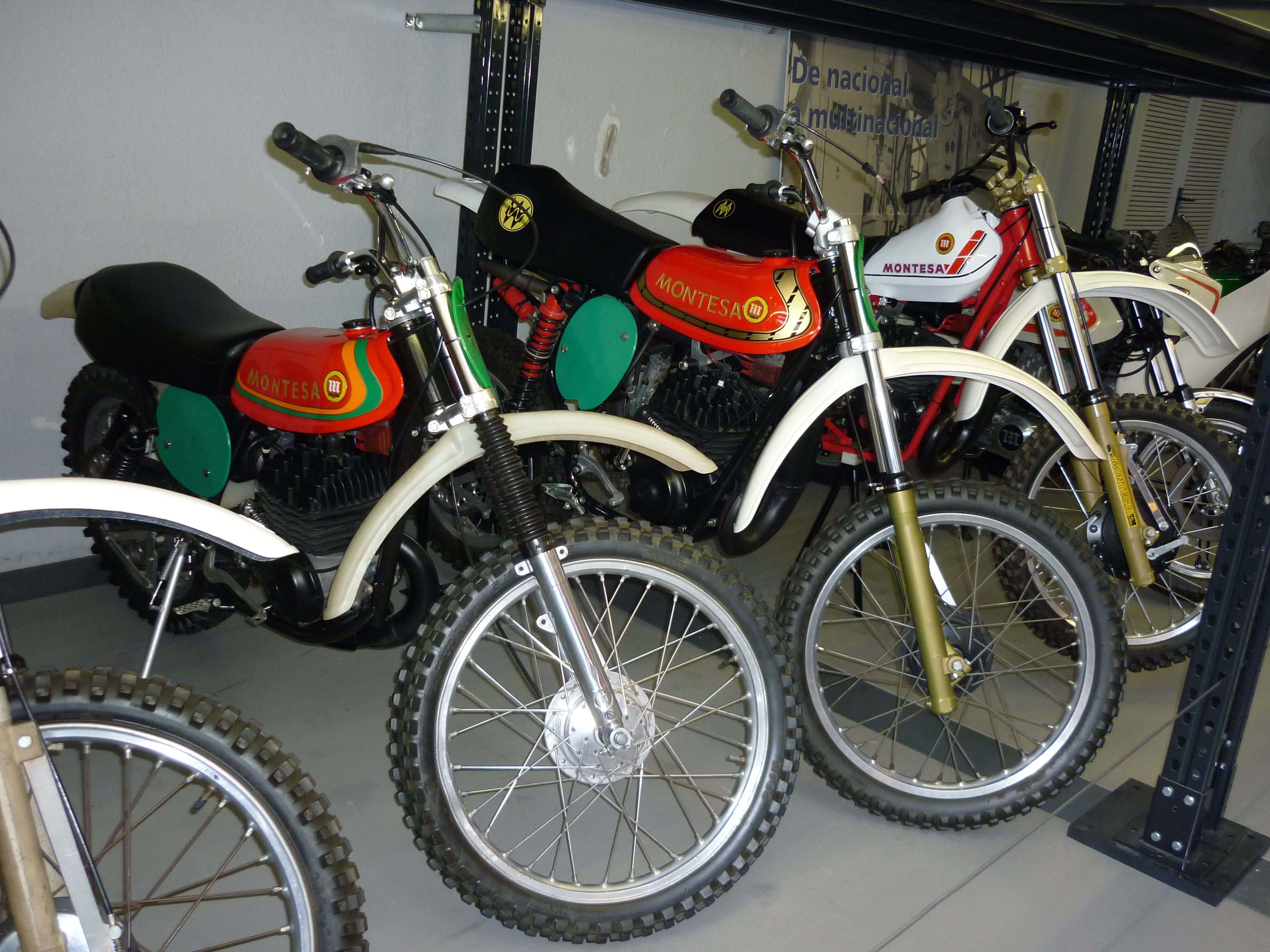
Evolució de la Cappra. D'esquerra a dreta: versions VA (1975), VB (1978) i VG (1981)

Una versió que va marcar l'evolució del model fou la de 1973, la Cappra VR ("Vehkonen Rèplica", còpia de la del pilot finès Kalevi Vehkonen) que va incorporar grans millores i va ser un èxit de vendes arreu del món. D'aleshores ençà, les Cappra es van anar anomenant Cappra V75, VA, VB... fins a arribar la darrera versió, la VG de 1981.
La Cappra va fabricar-se en diferents colors sense diferències per cilindrada, fins a arribar a la VR que va sortir en un característic vermell que substituïa el blau cel platejat d'anys anteriors. Aviat s'incorporaren al dipòsit unes franges grogues i negres laterals, vigents fins que el model VE de 1979 canvià totalment d'imatge adoptant un color verd groguenc, canviat a blanc el 1981. Tot i que les cilindrades en què es fabricà la Cappra varen ser sempre les pròpies dels mundials de motocròs (125, 250 i 360 o 414 cc), cal dir que cap a 1976 se'n va fabricar algun prototipus de 75 cc, però aquest cubicatge no va arribar mai a la sèrie.
Entre 1978 i 1979 (versió VE), la Cappra adoptà un element innovador que triomfà ràpidament arreu del món: el dipòsit de benzina "curt" i el seient més allargat. Pere Pi s'havia adonat que es prenien millor els revolts amb la posició del cos més avançada, assegut sobre el dipòsit i, per tant, decidí adoptar aquesta solució en les Cappra 125, 250 i 414 VE. Poc després, totes les motos de motocròs muntaren dipòsits curts de sèrie, i aviat Kawasaki hi va introduir encara una altra millora: la "gepa de camell", que adoptà la Cappra al seu torn. Aquestes versions de Cappra ja muntaven els pneumàtics Pirelli de 4.50 x 18 i 2.00 x 21 de motocròs, dissenyats conjuntament per Pere Pi i la Pirelli de Manresa.

### Llista de versions produïdes
| Versió                    | Cilindrada                | Id. Model                 | Anys                      | Núm. Sèrie                | Unitats | Pintura dipòsit                                                  |
| ------------------------- | ------------------------- | ------------------------- | ------------------------- | ------------------------- | ------- | ---------------------------------------------------------------- |
| Primera versió            | 250                       | 33M                       | 1967                      | 33M0001                   | 207     | Blau metal·litzat amb franja grisa                               |
|                           |                           |                           |                           |                           |         |                                                                  |
| GP                        | 250                       | 53M                       | 1968                      | 53M0001                   | 250     | Carbassa amb franja blanca                                       |
| GP                        | 360                       | 56M                       | 1968                      | ?                         | 506     | Carbassa amb franja blanca                                       |
| GP/DS                     | 360                       | 46M                       | 1968 - 1969               | 46M0001                   | 502     | Blau marí amb franja blanca (només blau marí la versió "desert") |
| GP/DS                     | 360                       | 46M                       | 1969 - 1971               | 46M0600                   | 210     | Blau marí amb franja blanca                                      |
| GP FIVE                   | 250                       | 43M                       | 1969 - 1970               | 43M0001                   | 1.100   | Carbassa amb franja blanca                                       |
|                           |                           |                           |                           |                           |         |                                                                  |
| MX                        | 125                       | 18M                       | 1970 - 1974               | 18M0001                   | 1.855   | Gris                                                             |
| MX                        | 250                       | 63M                       | 1971 - 1972               | 63M0001                   | 1.100   | Gris blavós                                                      |
| MX New                    | 250                       | 63M                       | 1971 - 1972               | 63M0001                   | 1.100   | Gris blavós                                                      |
|                           |                           |                           |                           |                           |         |                                                                  |
| VR Vehkonen Rèplica       | 250                       | 73M                       | 1973 - 1974               | 73M5001                   | 2.400   | Vermell                                                          |
| VRS Still Better          | 250                       | 73M                       | 1973 - 1974               | 73M6001                   | 2.400   | Vermell amb franges carbassa i negra                             |
|                           |                           |                           |                           |                           |         |                                                                  |
| V75                       | 250                       | 73M                       | 1975                      | 73M0001                   | 1.600   | Vermell amb franges carbassa i negra                             |
|                           |                           |                           |                           |                           |         |                                                                  |
| VA                        | 125                       | 38M                       | 1975 - 1976               | 38M0001-38M1250           | 1.250   | Vermell amb franges carbassa i negra                             |
| VA                        | 250                       | 73M                       | 1975 - 1976               | 73M0001                   | 900     | Vermell amb franges carbassa i verda                             |
| VA                        | 360                       | 66M                       | 1975 - 1976               | 66M0001                   | 465     | Vermell amb franges groga i negra                                |
| VA Regolarità             | 125                       | 38M                       | 1976                      | ?                         | ?       | Vermell amb franges carbassa i negra                             |
|                           |                           |                           |                           |                           |         |                                                                  |
| VB                        | 125                       | 38M                       | 1976 - 1977               | 38M1265                   | 800     | Vermell amb franges carbassa i negra                             |
| VB                        | 250                       | 73M                       | 1976 - 1977               | 73M10612                  | 1.200   | Vermell amb franges groga i negra                                |
| VB                        | 360                       | 66M                       | 1976 - 1977               | 66M0501                   | 800     | Vermell amb franges groga i negra                                |
|                           |                           |                           |                           |                           |         |                                                                  |
| VB (1978)                 | 125                       | 38M                       | 1978                      | 38M2052                   | 600     | Vermell amb franges groga i negra                                |
| VB (1978)                 | 250                       | 73M                       | 1978                      | 73M11841                  | 1.600   | Vermell amb franja daurada ratllada                              |
| VB (1978)                 | 360                       | 66M                       | 1978                      | 66M1383                   | 400     | Vermell amb franja daurada ratllada                              |
|                           |                           |                           |                           |                           |         |                                                                  |
| VE                        | 125                       | 38M                       | 1978 - 1979               | 38M2477                   | 400     | Verd groguenc                                                    |
| VE                        | 250                       | 73M                       | 1978 - 1979               | 73M13468                  | 1.400   | Verd groguenc                                                    |
| VE                        | 414                       | 66M                       | 1978 - 1979               | 66M01799                  | 474     | Verd groguenc                                                    |
|                           |                           |                           |                           |                           |         |                                                                  |
| VF                        | 125                       | 38M                       | 1979 - 1980               | 38M2878                   | 550     | Groc verdós                                                      |
| VF                        | 250                       | 73M                       | 1979 - 1980               | 73M14928                  | 600     | Groc verdós                                                      |
| VF                        | 414                       | 66M                       | 1979 - 1980               | 66M02262                  | 339     | Groc verdós                                                      |
|                           |                           |                           |                           |                           |         |                                                                  |
| VG                        | 250                       | 73M                       | 1981 - 1982               | 73M15939                  | ?       | Blanc amb franges vermella i negra                               |
| VG                        | 414                       | 66M                       | 1981 - 1982               | 66M02575                  | ?       | Blanc amb franges vermella i negra                               |
| Total d'unitats produïdes | Total d'unitats produïdes | Total d'unitats produïdes | Total d'unitats produïdes | Total d'unitats produïdes | 21.508  |                                                                  |

Notes
1. ↑  El total de 1.100 unitats correspon al de les dues versions (MX i MX New)
2. ↑  El total de 2.400 unitats correspon al de les dues versions (VR i VRS)
3. ↑  Versió adaptada a l'enduro destinada al mercat italià
4. ↑  Sense comptar la versió VG

### Model 33M
Entre les innovacions que incorporava la primera Cappra, cal esmentar una placa en fibra de vidre col·locada horitzontalment entre el motor i el parafang anterior, per tal d'evitar que el fang s'incrustés a les aletes del cilindre i la culata provocant el consegüent escalfament del motor. L'estètica general de la moto recordava encara força l'antiga Impala Cross.
Fitxa tècnica
| Cappra             | Cappra                             | Cappra |
| ------------------ | ---------------------------------- | ------ |
|                    | 250                                |        |
| Id. Model          | 33M                                |        |
| Núm. Sèrie         | 33M0001                            |        |
| Anys               | 1967                               |        |
| CC                 | 247,69                             |        |
| Diàmetre x Carrera | 72,55 x 60 mm                      |        |
| CV                 | 30 a 6.500 rpm                     |        |
| Carburador         | Amal 32 mm                         |        |
| Canvi              | 4 velocitats                       |        |
| Frens davant       | Tambor 180 mm                      |        |
| Frens darrera      | Tambor 180 mm                      |        |
| Dipòsit            | Blau metal·litzat amb franja grisa |        |

### GP
La Cappra GP representà un salt important dins l'evolució dels models de motocròs de Montesa: el seu disseny era ben diferent dels anteriors tipus "Impala" i es distingia ràpidament pel seu inèdit color carbassa. La seva principal innovació consistia en la situació del dipòsit de benzina, més avall que els habituals, baixant així el centre de gravetat de la moto i aconseguint una molt bona estabilitat. D'altres innovacions foren els estreps plegables i l'invent del tub de respiració del dipòsit de benzina, una aportació inèdita en cap mena de motocicleta i incorporada després per totes les motos de fora d'asfalt. La GP portava el tub d'escapament per la part inferior del xassís i el seu únic handicap era el curt recorregut de les suspensions, que no podien absorbir correctament els sotracs habituals del motocròs.
D'altra banda, la GP 360, equipada amb un motor nou de trinca, fou el primer model de motocròs de la marca de més de 250 cc.
Fitxa tècnica
| Cappra GP          | Cappra GP                  | Cappra GP                  | Cappra GP |
| ------------------ | -------------------------- | -------------------------- | --------- |
|                    | 250                        | 360                        |           |
| Id. Model          | 53M                        | 56M                        |           |
| Núm. Sèrie         | 53M0001                    |                            |           |
| Anys               | 1968                       | 1968                       |           |
| CC                 | 247,69                     | 351,2                      |           |
| Diàmetre x Carrera | 72,55 x 60 mm              | 78 x 73,5 mm               |           |
| Compressió         | 39095                      | 13:1                       |           |
| CV                 | 32 a 6.500 rpm             | 38 a 6.500 rpm             |           |
| Carburador         | Amal 32 mm                 | Amal 32 mm                 |           |
| Canvi              | 4 velocitats               | 4 velocitats               |           |
| Pneumàtic davant   | 3,00 x 21                  | 3,00 x 21                  |           |
| Pneumàtic darrera  | 4,00 x 18                  | 4,00 x 18                  |           |
| Frens davant       | Tambor 180 mm              | Tambor 180 mm              |           |
| Frens darrera      | Tambor 180 mm              | Tambor 180 mm              |           |
| Dipòsit            | Carbassa amb franja blanca | Carbassa amb franja blanca |           |

1. ↑  Algunes fonts esmenten una versió USA de la GP 360, datada el 1968,[13] que no s'ha pogut documentar enlloc.

#### GP/DS

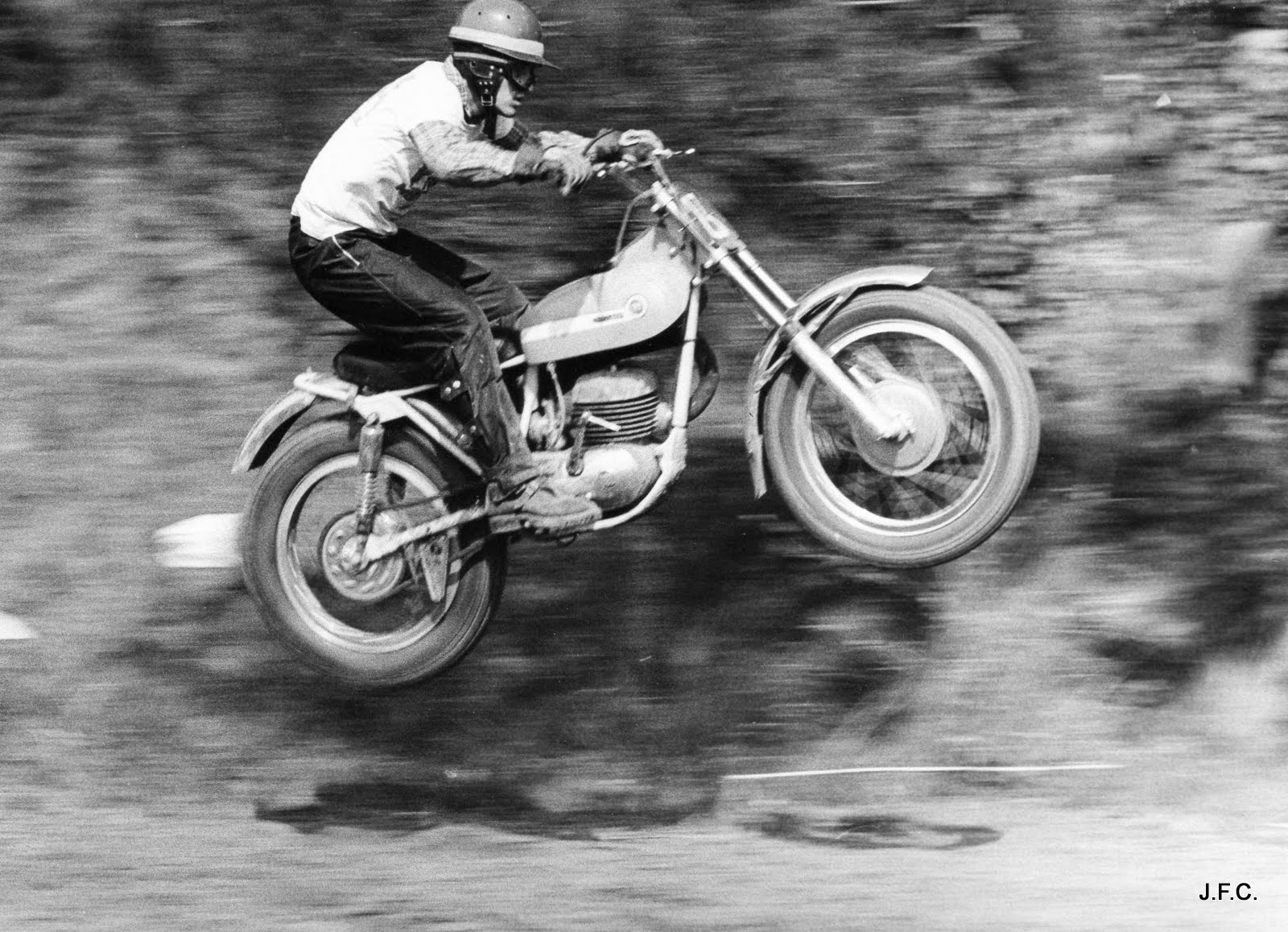
Joan Font amb la Montesa Cappra GP 360 a Cardedeu el 1969

Fabricada en dues etapes consecutives (de 1968 a 1969 i de 1969 a 1971), la GP/DS fou una versió destinada al mercat nord-americà. Es venia amb un dipòsit de recanvi amb més capacitat per a curses pel desert (d'aquí les sigles DS, per Desert Scrambler).
Fitxa tècnica
| Cappra GP/DS       | Cappra GP/DS                                                     | Cappra GP/DS |
| ------------------ | ---------------------------------------------------------------- | ------------ |
|                    | 360                                                              |              |
| Id. Model          | 46M                                                              |              |
| Núm. Sèrie         | 46M0001 46M0600                                                  |              |
| Anys               | 1968 - 1969 1969 - 1971                                          |              |
| CC                 | 351,2                                                            |              |
| Diàmetre x Carrera | 78 x 73,5 mm                                                     |              |
| Compressió         | 13:1                                                             |              |
| CV                 | 38 a 6.500 rpm                                                   |              |
| Carburador         | Amal 32 mm                                                       |              |
| Canvi              | 4 velocitats                                                     |              |
| Pneumàtic davant   | 3,00 x 21                                                        |              |
| Pneumàtic darrera  | 4,00 x 18                                                        |              |
| Frens davant       | Tambor 180 mm                                                    |              |
| Frens darrera      | Tambor 180 mm                                                    |              |
| Dipòsit            | Blau marí amb franja blanca (només blau marí la versió "desert") |              |

#### GP FIVE
La Five, com el seu nom indica, fou una nova versió de la GP amb canvi de cinc velocitats.
Fitxa tècnica
| Cappra GP FIVE     | Cappra GP FIVE             |
| ------------------ | -------------------------- |
|                    | 250                        |
| Id. Model          | 43M                        |
| Núm. Sèrie         | 43M0001                    |
| Anys               | 1969 - 1970                |
| CC                 | 247,69                     |
| Diàmetre x Carrera | 72,55 x 60 mm              |
| Compressió         | ?                          |
| CV                 | 34 a 7.000 rpm             |
| Carburador         | Amal 32 mm                 |
| Canvi              | 5 velocitats               |
| Pneumàtic davant   | 3,00 x 21                  |
| Pneumàtic darrera  | 4,00 x 18                  |
| Frens davant       | Tambor 180 mm              |
| Frens darrera      | Tambor 180 mm              |
| Dipòsit            | Carbassa amb franja blanca |

### MX
La "MX", presentada oficialment el gener de 1972, pesava 88 quilos i el seu motor oferia 35 CV a 8.500 rpm, amb un parell motor màxim que vorejava les 4.000 rpm. El Carburador era un Bing de 37 mm. Una de les característiques de la MX 250 era el seu tub d'escapament lateral, i en conjunt aquesta nova versió experimentà una sensible reducció de pes.
Amb aquella moto, Kalevi Vehkonen disputà l'aleshores molt renyit Campionat del Món de motocròs de 250cc, situant finalment la Montesa just darrere de les màquines japoneses de Joël Robert (Suzuki), Håkan Andersson (Yamaha) i Sylvain Geboers (Suzuki). Aquest èxit fou completat amb els nombrosos campionats nacionals que aconseguí aquesta versió arreu del món, entre els quals els d'Alemanya, Bèlgica, Escòcia, França, Itàlia, Suïssa, Xile, Canadà i l'American International Champions. Val a dir que la Cappra guanyà, al llarg de la seva història, molts més campionats arreu del món. Entre ells, 6 d'Espanya (que juntament amb 6 de guanyats amb models anteriors, en sumen 12 per a Montesa), 6 de França i 1 de Suècia.
D'altra banda, la MX 125 fou la primera versió de la Cappra amb motor de petita cilindrada.
Fitxa tècnica
| Cappra MX          | Cappra MX      | Cappra MX      | Cappra MX |
| ------------------ | -------------- | -------------- | --------- |
|                    | 125            | 250            |           |
| Id. Model          | 18M            | 63M            |           |
| Núm. Sèrie         | 18M0001        | 63M0001        |           |
| Anys               | 1970 - 1974    | 1971 - 1972    |           |
| CC                 | 124,98         | 247,69         |           |
| Diàmetre x Carrera | 51,5 x 60 mm   | 72,55 x 60 mm  |           |
| Compressió         | 39096          | 39095          |           |
| CV                 | 21 a 8.000 rpm | 35 a 7.000 rpm |           |
| Carburador         | Amal 27 mm     | Amal 32 mm     |           |
| Canvi              | 4 velocitats   | 5 velocitats   |           |
| Pneumàtic davant   | 3,00 x 21      | 3,00 x 21      |           |
| Pneumàtic darrera  | 4,00 x 18      | 4,00 x 18      |           |
| Frens davant       | Tambor 130 mm  | Tambor 130 mm  |           |
| Frens darrera      | Tambor 180 mm  | Tambor 180 mm  |           |
| Pes en sec         | 90 kg          | 88 Kg          |           |
| Dipòsit            | Gris           | Gris blavós    |           |

1. ↑  19 CV a 7.500 rpm segons una altra font.[25]

#### MX New
La principal novetat de la MX "New" era el seu sistema d'escapament notablement silenciat, com a contribució de l'empresa en l'intent de millora del problema internacional de sorolls.
Fitxa tècnica
| Cappra MX New      | Cappra MX New  |
| ------------------ | -------------- |
|                    | 250            |
| Id. Model          | 63M            |
| Núm. Sèrie         | 63M0001        |
| Anys               | 1971 - 1972    |
| CC                 | 247,69         |
| Diàmetre x Carrera | 72,55 x 60 mm  |
| Compressió         | 39095          |
| CV                 | 35 a 7.000 rpm |
| Carburador         | Amal 32 mm     |
| Canvi              | 5 velocitats   |
| Pneumàtic davant   | 3,00 x 21      |
| Pneumàtic darrera  | 4,00 x 18      |
| Frens davant       | Tambor 130 mm  |
| Frens darrera      | Tambor 180 mm  |
| Dipòsit            | Gris blavós    |

### VR

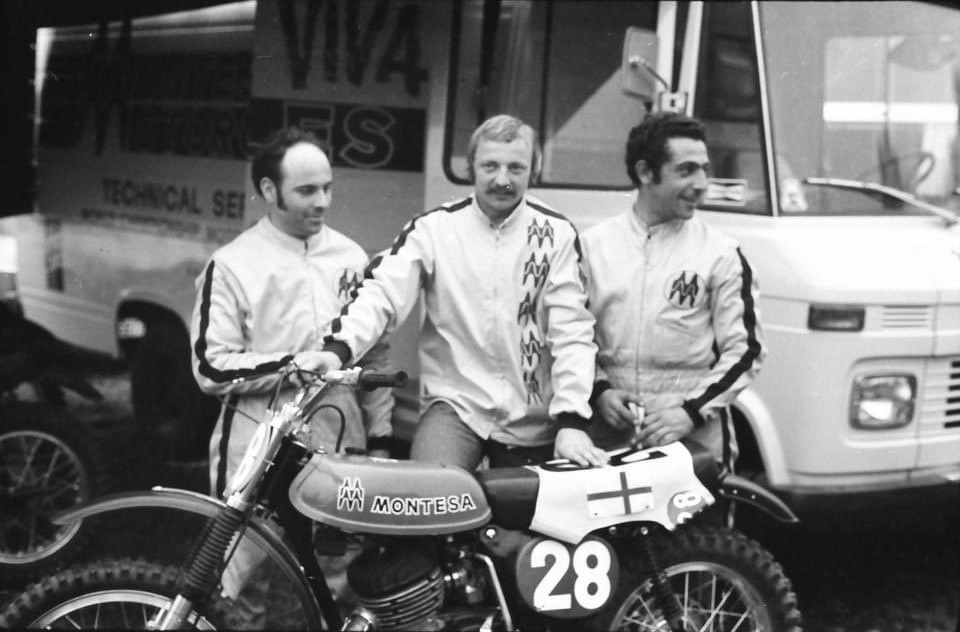
Kalevi Vehkonen amb els seus mecànics i la Cappra VR oficial de 1973 al Vallès (Foto: Monsalve)

Després de l'èxit assolit al mundial de 1972, el 1973 Montesa tragué al mercat una rèplica fidel del model "MX" pilotat per Vehkonen que anomenà Cappra 250 VR ("Vehkonen Replica"). Aquell model donà pas després a les versions "V'75" primer, seguida de les "VA" (1975) i "VB" (1976).
Fitxa tècnica
| Cappra VR Vehkonen Rèplica | Cappra VR Vehkonen Rèplica | Cappra VR Vehkonen Rèplica |
| -------------------------- | -------------------------- | -------------------------- |
|                            | 250                        |                            |
| Id. Model                  | 73M                        |                            |
| Núm. Sèrie                 | 73M5001                    |                            |
| Anys                       | 1973 - 1974                |                            |
| CC                         | 246,3                      |                            |
| Diàmetre x Carrera         | 70 x 64 mm                 |                            |
| Compressió                 | 39094                      |                            |
| CV                         | 36 a 7.000 rpm             |                            |
| Carburador                 | Bing 34 mm                 |                            |
| Canvi                      | 5 velocitats               |                            |
| Pneumàtic davant           | 3,00 x 21                  |                            |
| Pneumàtic darrera          | 4,50 x 18                  |                            |
| Frens davant               | Tambor 130 mm              |                            |
| Frens darrera              | Tambor 150 mm              |                            |
| Dipòsit                    | Vermell                    |                            |

#### VRS
Llançada durant el mes d'octubre de 1973, la VRS (on la "S" venia de Still Better, "Encara Millor") era gairebé idèntica a la VR amb l'única diferència del nou dipòsit de combustible.
Fitxa tècnica
| Cappra VRS Still Better | Cappra VRS Still Better              | Cappra VRS Still Better |
| ----------------------- | ------------------------------------ | ----------------------- |
|                         | 250                                  |                         |
| Id. Model               | 73M                                  |                         |
| Núm. Sèrie              | 73M6001                              |                         |
| Anys                    | 1973 - 1974                          |                         |
| CC                      | 246,3                                |                         |
| Diàmetre x Carrera      | 70 x 64 mm                           |                         |
| Compressió              | 39094                                |                         |
| CV                      | 36 a 7.000 rpm                       |                         |
| Carburador              | Bing 34 mm                           |                         |
| Canvi                   | 5 velocitats                         |                         |
| Pneumàtic davant        | 3,00 x 21                            |                         |
| Pneumàtic darrera       | 4,50 x 18                            |                         |
| Frens davant            | Tambor 130 mm                        |                         |
| Frens darrera           | Tambor 150 mm                        |                         |
| Dipòsit                 | Vermell amb franges carbassa i negra |                         |

### V75
La V75 seguia essent una evolució de la VR. Les seves principals millores eren el nou tub d'escapament, els nous parafangs de plàstic blanc i els amortidors del darrere inclinats a 45 graus, per tal d'obtenir més recorregut.
Fitxa tècnica
|                    | 250                                               |               |               |
| Id. Model          | 73M                                               |               |               |
| Núm. Sèrie         | 73M0001                                           |               |               |
| Anys               | 1975                                              |               |               |
| CC                 | 246,3                                             |               |               |
| Diàmetre x Carrera | 70 x 64 mm                                        |               |               |
| Compressió         | 12:1                                              |               |               |
| CV                 | 36 a 7.000 rpm                                    |               |               |
| Carburador         | 34 mm                                             |               |               |
| Canvi              | 5 velocitats                                      |               |               |
| Pneumàtic davant   | 3,00 x 21                                         |               |               |
| Pneumàtic darrera  | 4,50 x 18                                         |               |               |
| Frens davant       | Tambor 130 mm                                     | Tambor 130 mm | Tambor 130 mm |
| Frens darrera      | Tambor 150 mm                                     | Tambor 150 mm | Tambor 150 mm |
| Dipòsit            | Vermell amb franges carbassa i negra (6,7 litres) |               |               |

### VA

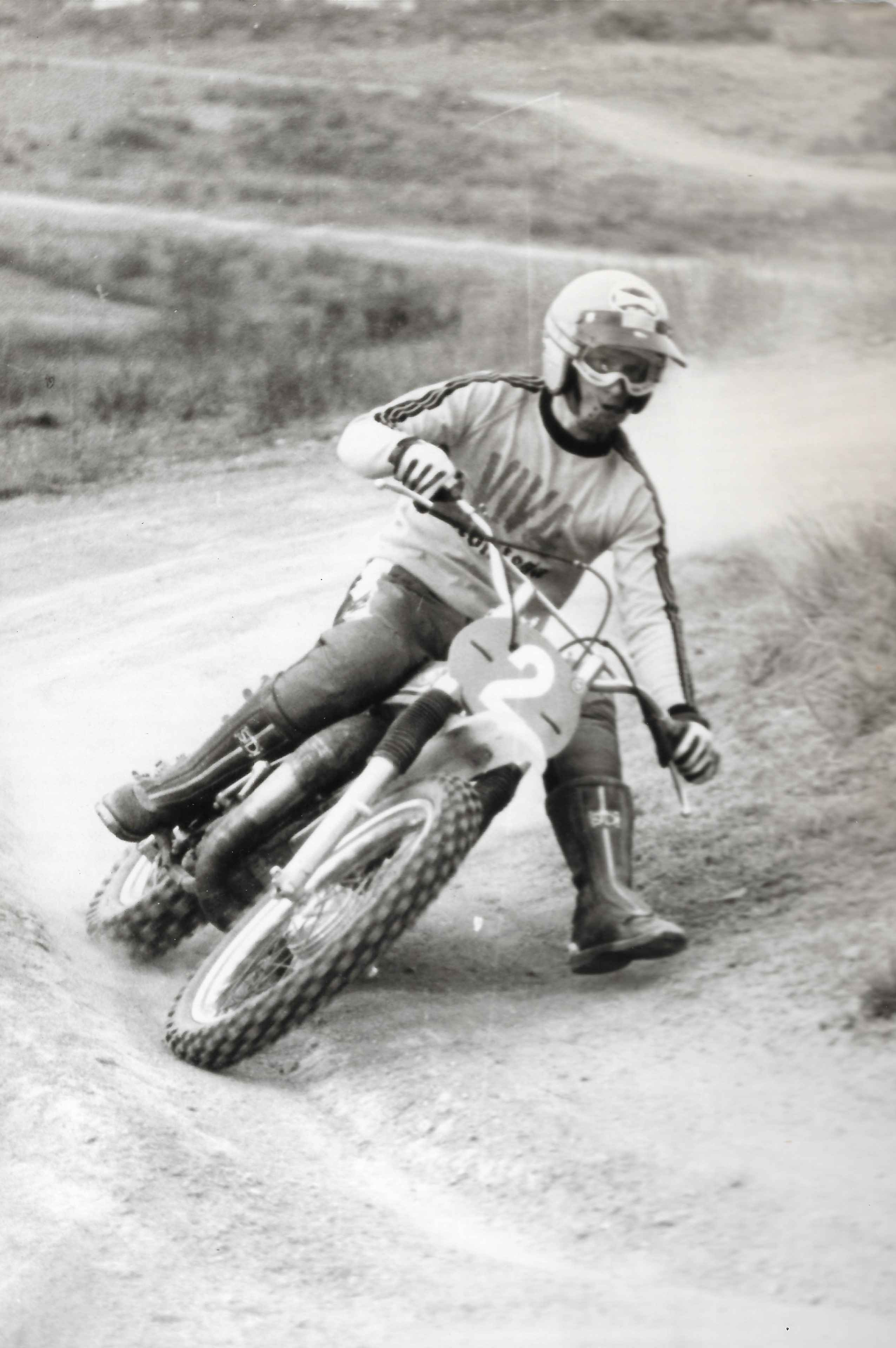
Håkan Andersson amb la Cappra VA 250 al circuit del Vallès el 1976

La versió VA representà una nova fita en l'evolució de les Cappra. La 250 muntava un nou cilindre de rendiment millorat i un tub d'escapament en posició més recollida (guanyant 20 mm d'alçada), així com un manillar d'acer crom-molibdè amb protecció central de goma, bastidor més lleuger d'acer crom-molibdè i noves suspensions (les quals, junt amb la nova estructura del bastidor, en milloraven força la conducció).
Fitxa tècnica
| Cappra VA          | Cappra VA                            | Cappra VA                            | Cappra VA                         | Cappra VA |
| ------------------ | ------------------------------------ | ------------------------------------ | --------------------------------- | --------- |
|                    | 125                                  | 250                                  | 360                               |           |
| Id. Model          | 38M                                  | 73M                                  | 66M                               |           |
| Núm. Sèrie         | 38M0001-38M1250                      | 73M0001                              | 66M0001                           |           |
| Anys               | 1975 - 1976                          | 1975 - 1976                          | 1975 - 1976                       |           |
| CC                 | 123,609                              | 246,3                                | 351,3                             |           |
| Diàmetre x Carrera | 54 x 54 mm                           | 70 x 64 mm                           | 83,5 x 64 mm                      |           |
| Compressió         | 16:1                                 | 39094                                | 12:1                              |           |
| CV                 | ?                                    | 36 a 6.500 rpm                       | ?                                 |           |
| Carburador         | Bing 32 mm                           | Bing 34 mm                           | Bing 36 mm                        |           |
| Canvi              | 6 velocitats                         | 5 velocitats                         | 4 velocitats                      |           |
| Pneumàtic davant   | 3,00 x 21                            | 3,00 x 21                            | 3,00 x 21                         |           |
| Pneumàtic darrera  | 4,00 x 18                            | 4,50 x 18                            | 4,50 x 18                         |           |
| Frens davant       | Tambor 130 mm                        | Tambor 130 mm                        | Tambor 130 mm                     |           |
| Frens darrera      | Tambor 130 mm                        | Tambor 150 mm                        | Tambor 150 mm                     |           |
| Pes en sec         | 89 kg                                | 94 kg                                | 96 kg                             |           |
| Dipòsit            | Vermell amb franges carbassa i negra | Vermell amb franges carbassa i verda | Vermell amb franges groga i negra |           |

#### VA Regolarità
Derivada del model homònim de motocròs, de la Regolarità se n'exportaren un pocs exemplars a Itàlia. El seu motor monocilíndric de 123,6 cc amb canvi de 6 marxes, oferia 21 CV a 9.500 voltes. Les suspensions eren Betor (al davant) i Marzocchi (al darrere). El pes en sec era de 88 quilograms. L'any 1976 costava 1.080.000 lires italianes (uns 558 € al canvi).
Fitxa tècnica
| Cappra VA Regolarità | Cappra VA Regolarità                 |
| -------------------- | ------------------------------------ |
|                      | 125                                  |
| Id. Model            | 38M                                  |
| Núm. Sèrie           | ?                                    |
| Anys                 | 1976                                 |
| CC                   | 123,7                                |
| Diàmetre x Carrera   | 54 x 54 mm                           |
| Compressió           | 15:1                                 |
| CV                   | 21 a 9.500 rpm                       |
| Carburador           | Bing 32 mm                           |
| Canvi                | 6 velocitats                         |
| Pneumàtic davant     | 3,00 x 21 - Trial                    |
| Pneumàtic darrera    | 4,50 x 18 - Trial                    |
| Frens davant         | Tambor 130 mm                        |
| Frens darrera        | Tambor 130 mm                        |
| Pes en sec           | 88 kg                                |
| Dipòsit              | Vermell amb franges carbassa i negra |

### VB
La versió VB incorporava nombroses millores i canvis importants, destacant-ne especialment el nou xassís de doble bressol en crom-molibdè, el nou dipòsit de combustible i les noves suspensions: Marzocchi d'eix avançat de 240 mm en aliatge de magnesi al davant i forquilla de nou disseny i amortidors de gas bitub al darrere.
Fitxa tècnica
| Cappra VB          | Cappra VB                                         | Cappra VB                                    | Cappra VB                                    | Cappra VB |
| ------------------ | ------------------------------------------------- | -------------------------------------------- | -------------------------------------------- | --------- |
|                    | 125                                               | 250                                          | 360                                          |           |
| Id. Model          | 38M                                               | 73M                                          | 66M                                          |           |
| Núm. Sèrie         | 38M1265                                           | 73M10612                                     | 66M0501                                      |           |
| Anys               | 1976 - 1977                                       | 1976 - 1977                                  | 1976 - 1977                                  |           |
| CC                 | 123,7                                             | 246,3                                        | 350,4                                        |           |
| Diàmetre x Carrera | 54 x 54 mm                                        | 70 x 64 mm                                   | 83,2 x 60 mm                                 |           |
| Compressió         | 14:1                                              | 39094                                        | 12:1                                         |           |
| CV                 | 21,5                                              | ?                                            | ?                                            |           |
| Carburador         | Bing 36 mm                                        | Bing 34 mm                                   | Bing 36 mm                                   |           |
| Canvi              | 6 velocitats                                      | 5 velocitats                                 | 4 velocitats                                 |           |
| Pneumàtic davant   | 3,00 x 21                                         | 3,00 x 21                                    | 3,00 x 21                                    |           |
| Pneumàtic darrera  | 4,00 x 18                                         | 4,50 x 18                                    | 4,50 x 18                                    |           |
| Frens davant       | Tambor 130 mm                                     | Tambor 130 mm                                | Tambor 130 mm                                |           |
| Frens darrera      | Tambor 130 mm                                     | Tambor 150 mm                                | Tambor 150 mm                                |           |
| Pes en sec         | 89 kg                                             | 97 kg                                        | 99 kg                                        |           |
| Dipòsit            | Vermell amb franges carbassa i negra (6,6 litres) | Vermell amb franges groga i negra (7 litres) | Vermell amb franges groga i negra (7 litres) |           |

### VB (1978)
La nova versió de la Cappra, apareguda el 1978, mantenia la denominació anterior (VB) tot i ser sensiblement diferent. El principal canvi estètic era la substitució de les dues franges decoratives del dipòsit per una de sola daurada, amb ratlles verticals negres, que es generalitzà aquell any en diversos models de la marca (entre els quals la Crono de carretera o l'Enduro).
Fitxa tècnica
| Cappra VB (1978)   | Cappra VB (1978)                               | Cappra VB (1978)                               | Cappra VB (1978)                               | Cappra VB (1978) |
| ------------------ | ---------------------------------------------- | ---------------------------------------------- | ---------------------------------------------- | ---------------- |
|                    | 125                                            | 250                                            | 360                                            |                  |
| Id. Model          | 38M                                            | 73M                                            | 66M                                            |                  |
| Núm. Sèrie         | 38M2052                                        | 73M11841                                       | 66M1383                                        |                  |
| Anys               | 1978                                           | 1978                                           | 1978                                           |                  |
| CC                 | 123,7                                          | 250                                            | 350,4                                          |                  |
| Diàmetre x Carrera | 54 x 54 mm                                     | 70 x 64 mm                                     | 83 x 64 mm                                     |                  |
| Compressió         | 17,5:1                                         | 14:1                                           | 12:1                                           |                  |
| CV                 | ?                                              | 37 a 6.500 rpm                                 | ?                                              |                  |
| Carburador         | Bing 36 mm                                     | 38 mm                                          | 38 mm                                          |                  |
| Canvi              | 6 velocitats                                   | 5 velocitats                                   | 4 velocitats                                   |                  |
| Pneumàtic davant   | 3,00 x 21                                      | 3,00 x 21                                      | 3,00 x 21                                      |                  |
| Pneumàtic darrera  | 4,00 x 18                                      | 4,50 x 18                                      | 4,50 x 18                                      |                  |
| Frens davant       | Tambor 130 mm                                  | Tambor 130 mm                                  | Tambor 130 mm                                  |                  |
| Frens darrera      | Tambor 130 mm                                  | Tambor 150 mm                                  | Tambor 150 mm                                  |                  |
| Pes en sec         | 89 kg                                          | 97 kg                                          | 99 kg                                          |                  |
| Dipòsit            | Vermell amb franges groga i negra (6,6 litres) | Vermell amb franja daurada ratllada (7 litres) | Vermell amb franja daurada ratllada (7 litres) |                  |

### VE
La versió VE de la Cappra incorporà dues innovacions importants: canvi total d'imatge -amb un inèdit color verd groguenc- i dipòsit de benzina "curt" amb el seient més allargat, idea aquesta que fou ben aviat adoptada per tota la competència, marques japoneses incloses.
Fitxa tècnica
| Cappra VE          | Cappra VE                  | Cappra VE                  | Cappra VE                  | Cappra VE |
| ------------------ | -------------------------- | -------------------------- | -------------------------- | --------- |
|                    | 125                        | 250                        | 414                        |           |
| Id. Model          | 38M                        | 73M                        | 66M                        |           |
| Núm. Sèrie         | 38M2477                    | 73M13468                   | 66M01799                   |           |
| Anys               | 1978 - 1979                | 1978 - 1979                | 1978 - 1979                |           |
| CC                 | 123,7                      | 246,3                      | 413,5                      |           |
| Diàmetre x Carrera | 54 x 54 mm                 | 70 x 64 mm                 | 88 x 68 mm                 |           |
| Compressió         | 17,5:1                     | 14:1                       | 10,4:1                     |           |
| CV                 | ?                          | ?                          | ?                          |           |
| Carburador         | Bing 36 mm                 | Bing 38 mm                 | Bing 40 mm                 |           |
| Canvi              | 6 velocitats               | 5 velocitats               | 4 velocitats               |           |
| Pneumàtic davant   | 3,00 x 21                  | 3,00 x 21                  | 3,00 x 21                  |           |
| Pneumàtic darrera  | 4,50 x 18                  | 4,50 x 18                  | 5,00 x 17                  |           |
| Frens davant       | Tambor 130 mm              | Tambor 130 mm              | Tambor 130 mm              |           |
| Frens darrera      | Tambor 130 mm              | Tambor 150 mm              | Tambor 150 mm              |           |
| Pes en sec         | 89 kg                      | 97 kg                      | 99 kg                      |           |
| Dipòsit            | Verd groguenc (8,4 litres) | Verd groguenc (8,4 litres) | Verd groguenc (8,4 litres) |           |

### VF

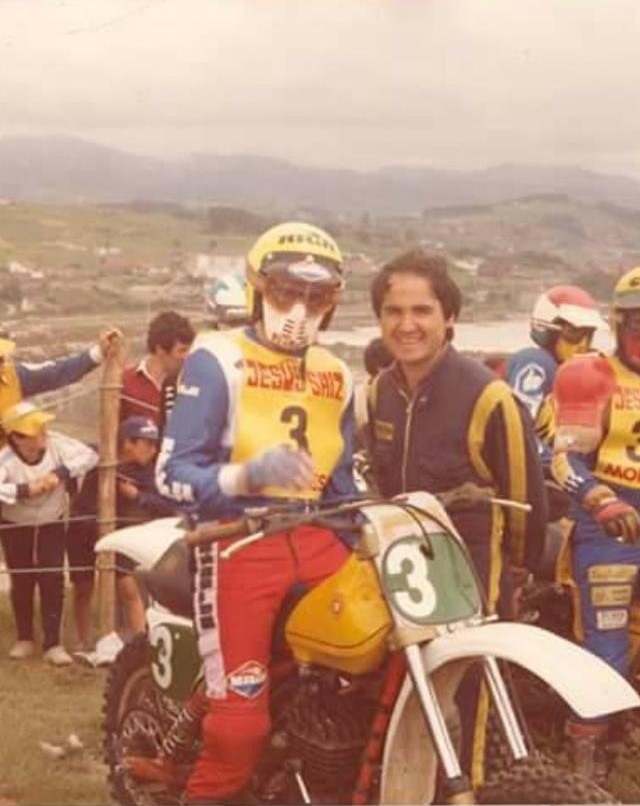
Toni Arcarons amb la Cappra VF 250 el 1980

La versió VF canviava el color verdós del dipòsit per un de més tirant a groc, així com el del xassís que passava a ser vermell.
Fitxa tècnica
| Cappra VF          | Cappra VF              | Cappra VF                | Cappra VF                | Cappra VF |
| ------------------ | ---------------------- | ------------------------ | ------------------------ | --------- |
|                    | 125                    | 250                      | 414                      |           |
| Id. Model          | 38M                    | 73M                      | 66M                      |           |
| Núm. Sèrie         | 38M2878                | 73M14928                 | 66M02262                 |           |
| Anys               | 1979 - 1980            | 1979 - 1980              | 1979 - 1980              |           |
| CC                 | 123,7                  | 246,3                    | 413,5                    |           |
| Diàmetre x Carrera | 54 x 54 mm             | 70 x 64 mm               | ?                        |           |
| Compressió         | 16:1                   | 14:1                     | ?                        |           |
| CV                 | 26 a 6.500 rpm         | 39                       | 45 a 7.500 rpm           |           |
| Carburador         | Bing 36 mm             | Bing 38 mm               | Bing 40 mm               |           |
| Canvi              | 6 velocitats           | 5 velocitats             | 4 velocitats             |           |
| Pneumàtic davant   | 3,00 x 21              | 3,00 x 21                | 3,00 x 21                |           |
| Pneumàtic darrera  | 4,50 x 17              | 4,50 x 18                | 5,00 x 17                |           |
| Frens davant       | Tambor 130 mm          | Tambor 130 mm            | Tambor 130 mm            |           |
| Frens darrera      | Tambor 130 mm          | Tambor 150 mm            | Tambor 150 mm            |           |
| Pes en sec         | 93 kg                  | 105 kg                   | 110 kg                   |           |
| Dipòsit            | Groc verdós (8 litres) | Groc verdós (8,1 litres) | Groc verdós (8,1 litres) |           |

### VG

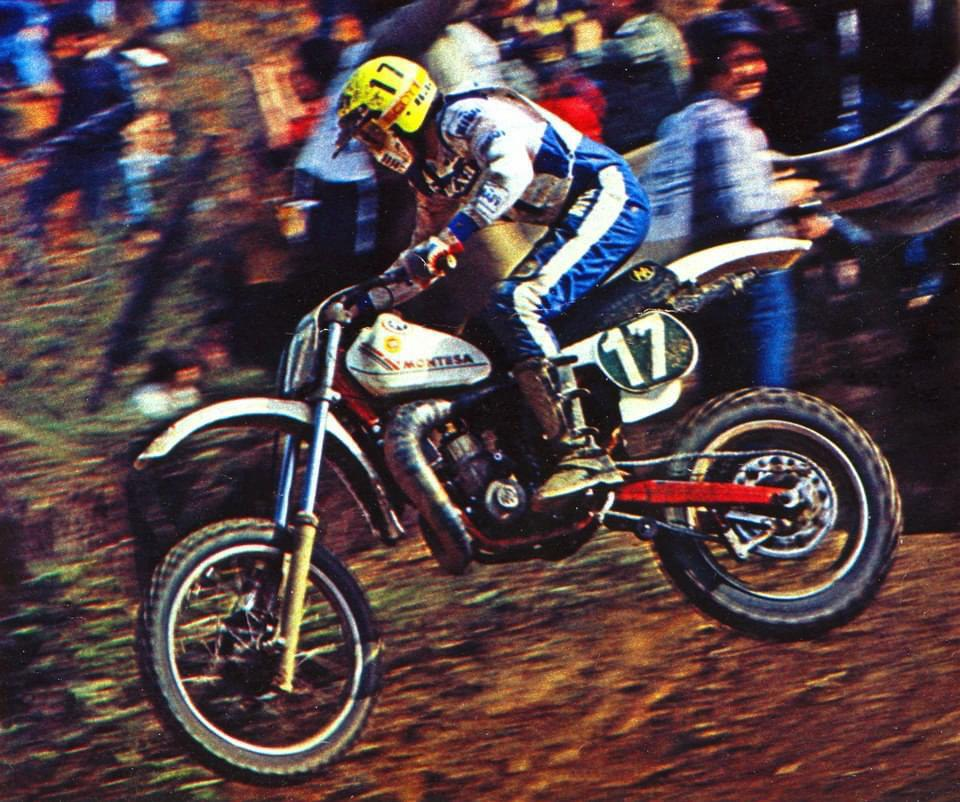
Toni Arcarons amb una Montesa Cappra VG 250 experimental el

La VG, darrera versió de la Cappra, es comercialitzà només en les cilindrades de 250 i 414 cc, tot i que n'hi havia hagut algun prototipus de 125 que no va arribar a entrar en producció.
Fitxa tècnica
| Cappra VG          | Cappra VG                                       | Cappra VG                                       | Cappra VG |
| ------------------ | ----------------------------------------------- | ----------------------------------------------- | --------- |
|                    | 250                                             | 414                                             |           |
| Id. Model          | 73M                                             | 66M                                             |           |
| Núm. Sèrie         | 73M15939                                        | 66M02575                                        |           |
| Anys               | 1981 - 1982                                     | 1981 - 1982                                     |           |
| CC                 | 246,3                                           | 413,5                                           |           |
| Diàmetre x Carrera | 70 x 64 mm                                      | 88 x 68 mm                                      |           |
| Compressió         | 39096                                           | ?                                               |           |
| CV                 | 40 a 7.000 rpm                                  | ?                                               |           |
| Carburador         | Bing 38 mm                                      | Bing 40 mm                                      |           |
| Canvi              | 5 velocitats                                    | 4 velocitats                                    |           |
| Pneumàtic davant   | 3,00 x 21                                       | 3,00 x 21                                       |           |
| Pneumàtic darrera  | 4,50 x 18                                       | 4,00 x 17                                       |           |
| Dipòsit            | Blanc amb franges vermella i negra (8,1 litres) | Blanc amb franges vermella i negra (8,1 litres) |           |

## Resultats al Campionat del Món
Tot seguit es relacionen aquells pilots que han obtingut punts al Campionat del Món de motocròs amb una Cappra al llarg de la història d'aquesta competició, detallats per cilindrada i any. S'hi indica la posició final obtinguda i el total de punts aconseguits per temporada. S'assenyala amb negreta la millor classificació final obtinguda a cada cilindrada.
Nota. A banda dels pilots que aconseguiren puntuar al mundial, molts d'altres obtingueren resultats destacats en campionats i competicions internacionals amb la Cappra, com ara per exemple els belgues Yves Dumont, Jef Teuwissen o Georges Jobé (aquest darrer, abans de canviar a Suzuki i esdevenir multi-campió del món), els estatunidencs John DeSoto, Tim Hart, Ron Nelson i Peter Lamppu, els britànics Roger Snoad, Fred Mayes i Andy Roberton o els alemanys Georg Hauger i Otto Walz.

### 250 cc

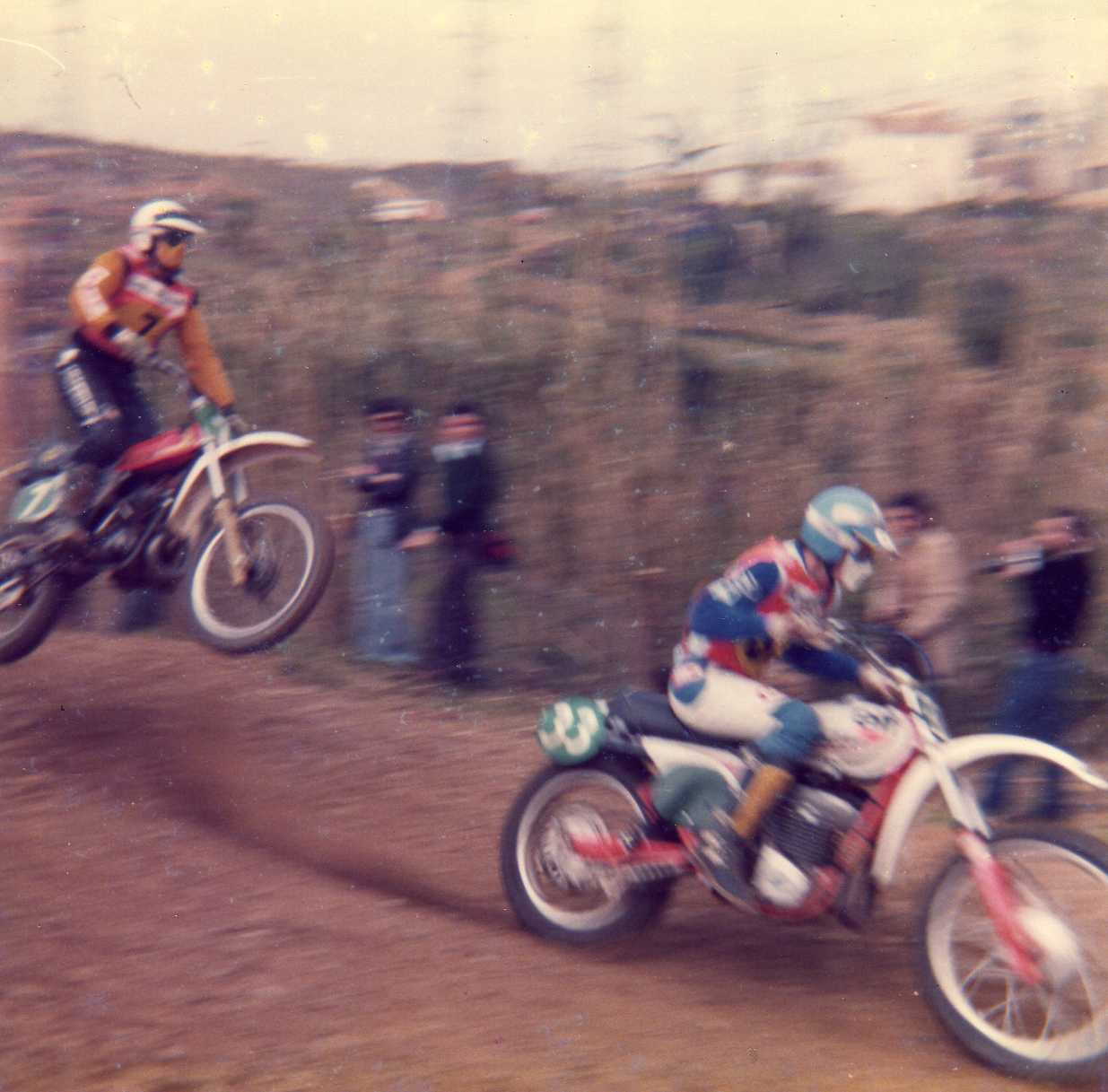
Raymond Boven amb la Cappra VB 250 al Vallès, durant el GP d'Espanya de 1978

Fou en la categoria dels 250 cc on les Cappra obtingueren els millors resultats internacionals.
| Any  | Posició | Pilot               | Punts          |
| ---- | ------- | ------------------- | -------------- |
| 1964 | 23è     | Fritz Betzelbacher  | 1              |
| 1966 | 11è     | Fritz Betzelbacher  | 5              |
| 1966 | 18è     | Jacky Porte         | 3              |
| 1966 | 26è     | Pere Pi             | 1              |
| 1967 | 19è     | Jacky Porte         | 2              |
| 1971 | 28è     | George Houssonlonge | 2              |
| 1971 | 30è     | Lars Forsberg       | 1              |
| 1972 | 4t      | Kalevi Vehkonen     | 54 net/57 brut |
| 1972 | 31è     | Jean-Claude Nowak   | 1              |
| 1973 | 10è     | Kalevi Vehkonen     | 43             |
| 1973 | 19è     | Jo Lammers          | 15             |
| 1973 | 27è     | Lars Ohberg         | 3              |
| 1973 | 27è     | Jorma Jarvinen      | 3              |
| 1973 | 29è     | Claude Jobé         | 2              |
| 1973 | 29è     | Raymond Boven       | 2              |
| 1974 | 12è     | Raymond Boven       | 49             |
| 1974 | 28è     | Claude Jobé         | 4              |
| 1974 | 33è     | Jean-Claude Nowak   | 1              |
| 1975 | 29è     | Jean-Claude Nowak   | 3              |
| 1976 | 11è     | Håkan Andersson     | 54             |
| 1976 | 13è     | Raymond Boven       | 44             |
| 1977 | 7è      | Raymond Boven       | 75             |
| 1977 | 8è      | Jean-Paul Mingels   | 71             |
| 1977 | 20è     | Afro Rustignoli     | 10             |
| 1977 | 32è     | Tommy Olsson        | 1              |
| 1978 | 8è      | Torao Suzuki        | 63             |
| 1978 | 11è     | Raymond Boven       | 42             |
| 1978 | 15è     | Jean-Paul Mingels   | 32             |
| 1978 | 26è     | Fernando Muñoz      | 6              |
| 1978 | 34è     | Albert Ribó         | 2              |
| 1979 | 31è     | Fernando Muñoz      | 4              |
| 1979 | 34è     | Daniel Péan         | 3              |
| 1980 | 32è     | Michele Magarotto   | 7              |

1. ↑  Tot i que la Cappra no es comercialitzà fins al 1967, en aquesta taula es relacionen també els resultats obtinguts abans d'aquesta data amb els models Montesa de motocròs predecessors, com ara la Impala Cross o la LA Cross 66.

### 500 i 125 cc
En les categories dels 500 cc (on Montesa hi participava amb la Cappra 360) i dels 125 cc, els resultats obtinguts al mundial no varen ser tan destacats com en la dels 250 cc, en part perquè l'empresa esmerçava els màxims esforços en aquesta (més rendible comercialment). Tot i així, les Cappra hi varen protagonitzar també destacades actuacions, especialment en la categoria màxima.
| Any  | Posició | Pilot           | Punts |
| ---- | ------- | --------------- | ----- |
| 1970 | 37è     | Josef Loetscher | 1     |
| 1977 | 5è      | Håkan Andersson | 85    |
| 1977 | 25è     | Afro Rustignoli | 6     |
| 1977 | 27è     | Italo Forni     | 5     |
| 1978 | 28è     | Franco Perfini  | 4     |
| 1978 | 34è     | Italo Forni     | 3     |
| 1978 | 39è     | Franco Picco    | 2     |
| 1979 | 34è     | Henk Poorte     | 1     |

| Any  | Fase   | Posició | Pilot          | Punts            |
| ---- | ------ | ------- | -------------- | ---------------- |
| 1973 | Grup B | 3r      | Raymond Boven  | 101net/102 brut  |
| 1973 | Grup B | 5è      | Michel Combes  | 58 net/63 brut   |
| 1973 | Grup B | 19è     | Santiago Gil   | 13               |
| 1973 | Final  | 4t      | Michel Combes  | 8                |
| 1973 | Final  | 11è     | Raymond Boven  | 4                |
| 1974 | -      | 6è      | Michel Combes  | 110 net/110 brut |
| 1975 | -      | 16è     | François Minne | 14               |
| 1975 | -      | 55è     | Henk Poorte    | 1                |
| 1976 | -      | 18è     | François Minne | 19               |
| 1976 | -      | 36è     | Peter Mathia   | 6                |
| 1976 | -      | 55è     | Louis Jallat   | 1                |